# 抗坏血酸钠
坏血酸钠是一种抗坏血酸盐，化学式为C6H7NaO6，它是一种还原剂，可用于有机合成。
它是一种食品添加剂，E编号为E301，在欧盟、美国澳大利亚和新西兰被批准使用。